# Pere Clapera i Argelaguer
Pere Clapera Argelaguer (Sant Fruitós de Bages, 12 d'abril de 1906 - Barcelona, 1984) fou un pintor, dibuixant i il·lustrador català. Fill de Joan Clapera Rafia de Vilanova de Sau jornaler habitant a la fàbrica de Sant Benet de Bages i d'Andreua Arjalaguer de Roda.
S'inicià en l'art influït per Ramon Casas, que residia llargues temporades al monestir de Sant Benet de Bages, proper a la vila de Sant Fruitós de Bages. Pere Clapera, però, a partir de la dècada de 1920, ja començà a dibuixar en diaris humorístics barcelonesos com Pierrot. I més tard participà en exposicions individuals de caràcter monogràfic: aspectes cinematogràfics, paisatges de la costa brava, composicions de revistes teatrals i de ballet, pintures i dibuixos de ball flamenc i, sobretot, escenes del circ. De ben jove marxà a Barcelona, i en la dècada de 1920 fa d'il·lustrador de novel·les, sobretot dins la col·lecció La Novel·la d'Ara.
Després de la Guerra Civil espanyola torna a la seva activitat de dibuixant i il·lustrador novel·lístic participant en el llibre de Josep Pons: La quimera del marfil (1942); en el de Korolenko: En mala compañia (1946); en el de Hans Rothe: Llegada de noche (1946); o en el de Lluís Caralt: Las novelas de la farándula (1962), entre d'altres.
L'any 1943 exposa a la Sala Rovira de Barcelona i l'any 1948 Pere Clapera en la "Exposición Nacional" de Madrid, en la que repeteix l'any 1950, participant també en una exposició a la Sala Rovira de Barcelona. El 1951 participa en la I Biennal Hispano Americana d'Art en la secció de dibuix i gravat amb una obra de paisatge i un any més tard, l'any 1952 én una exposició a la casa d'Amèrica de Madrid en la qual va recollir 25 aquarel·les amb escenes de ball i cant i també amb escenes de ballets importants. L'any 1959 Clapera participava amb una exposició d'olis i aquarel·les en els salons del Cercle Català de Madrid amb temes de circ, danses i gitaneries. El 1960 participa en l'Exposició Nacional de Belles Arts. El 1961 torna novament a exposar a la sala Rovira de Barcelona destacant-ne la seva producció d'escenes del circ.